# Herzfelde (Seehausen)
Herzfelde ist ein Wohnplatz im Ortsteil Schönberg der Hansestadt Seehausen (Altmark) im Landkreis Stendal in Sachsen-Anhalt.

## Geographie
Die Streusiedlung Herzfelde liegt 4 Kilometer östlich von Seehausen am Herzfelder Graben im Nordwesten der Altmark. Nördlich des Ortes beginnt das Biosphärenreservat Mittelelbe.
Nachbarorte sind Klein Holzhausen im Norden, Schönberg am Deich im Nordosten, Neukirchen (Altmark) und Schönberg im Südosten, sowie Blockhof, Wischehof und Neuhof im Westen.

## Geschichte

### Mittelalter bis Neuzeit
Im Jahr 1280 wird ein Johanne de Hertzvelde in Berlin in einer Urkunde genannt. Der Historiker Peter P. Rohrlach meint dazu: Ob der … Zeuge tatsächlich mit diesem Herzfelde in Verbindung steht, bleibt unsicher.
Die erste Erwähnung des Ortes stammt aus dem Jahre 1323 als in hertzuelde in nostra terra Sehusensi. Weitere Nennungen sind 1472 zu Hirsfeld, 1499 zu Hersfelde, 1541 Herzfeld, 1551 herzfelde und 1687 Hertzfelde. 1804 heißt es Hertzfelde, Dorf, zwei Güter, 4 Ganzbauern, ein Halbkossät, 2 Büdner, 11 Einlieger und eine Windmühle, am nordwestlichen Ortseingang gelegen.
Im Jahre 1931 gehörten zur Landgemeinde Herzfelde die Wohnplätze Blockhof, Perditzenberg und Ziegelei.

### Archäologie
In der Nähe von Herzfelde auf dem Gelände einer Kiesgrube war im 20. Jahrhundert ein Gräberfeld aus der älteren Eisenzeit freigelegt worden.

### Eingemeindungen
Vor 1895 wurde der Gutsbezirk Herzfelde mit der Landgemeinde Herzfelde vereinigt.
Am 1. April 1940 erfolgte der Zusammenschluss der Gemeinden Herzfelde und Klein Holzhausen ohne deren Ortsteile Oberkamps und Unterkamps bis einschließlich der Wässerung mit den Rühstedter Wiesen sowie der Ortsteile Groß Wegenitz und Klein Wegenitz (sie kamen zu Beuster) und dem südlichen Teil der Gemeinde Ostorf, die Höfe Falke (Hof zur Hufe), Herper und Neubauer sowie von den Gemeinden Falkenberg und Schönberg die unmittelbar an der Elbe liegenden Enklaven zu einer Gemeinde mit dem Namen Herzfelde. Alle Gemeinden lagen damals im Landkreis Osterburg.
Am 20. Juli 1950 wurde die bis dahin eigenständige Gemeinde Herzfelde nach Schönberg eingemeindet. Noch 1973 ist Herzfelde als Ortsteil von Schönberg bezeichnet worden, 1986 jedoch nicht mehr, es gab nur noch den Wohnplatz Herzfelde. Seit der Eingemeindung der Gemeinde Schönberg in die Hansestadt Seehausen (Altmark) am 1. September 2010 gehört der Wohnplatz Herzfelde zum Ortsteil Schönberg, genauso wie die Wohnplätze Blockhof und Perditzenberg.

### Einwohnerentwicklung

#### Dorf und Gemeinde
| Jahr | Einwohner |
| ---- | --------- |
| 1734 | 043       |
| 1775 | 113       |
| 1789 | 121       |
| 1798 | 060       |
| 1801 | 132       |
| 1818 | 081       |

| Jahr | Einwohner |
| ---- | --------- |
| 1840 | 119       |
| 1864 | 095       |
| 1871 | 081       |
| 1885 | 086       |
| 1892 | [00]136   |
| 1895 | 116       |

| Jahr | Einwohner |
| ---- | --------- |
| 1900 | [00]121   |
| 1905 | 100       |
| 1910 | [00]116   |
| 1925 | 109       |
| 1939 | 078       |
| 1946 | 350       |

Quelle, wenn nicht angegeben:

#### Gut und Gutsbezirk
| Jahr | Einwohner |
| ---- | --------- |
| 1798 | 72        |
| 1864 | 78        |
| 1871 | 87        |
| 1885 | 62        |

Quelle, wenn nicht angegeben:

## Religion
Die evangelischen Christen aus Herzfelde waren früher in die Kirchengemeinde Schönberg eingepfarrt, die zur Pfarrei Schönberg bei Seehausen in der Altmark gehörte. Sie gehören seit 2005 zum Kirchspiel Schönberg-Falkenberg und werden betreut vom Pfarrbereich Seehausen des Kirchenkreises Stendal im Bischofssprengel Magdeburg der Evangelischen Kirche in Mitteldeutschland.